# Vladimir Čeligoj
Vladimir Čeligoj, slovenski politik in zgodovinar, * 6. julij 1954.

## Življenjepis
Leta 1996 je bil izvoljen v 2. državni zbor Republike Slovenije; v tem mandatu je bil član naslednjih delovnih teles:
- Komisija za poslovnik (od 16. januarja 1997),
- Komisija za narodni skupnosti (od 16. januarja 1997),
- Komisija za evropske zadeve (od 16. januarja 1997),
- Odbor za mednarodne odnose (od 16. januarja 1997) in
- Odbor za kulturo, šolstvo in šport (od 16. januarja 1997).

Na državnozborskih volitvah leta 2011 je kandidiral na listi SLS.